# Nykyrka distrikt
Nykyrka distrikt är ett distrikt i Mullsjö kommun och Jönköpings län. 
Distriktet ligger i och omkring Mullsjö. 

## Tidigare administrativ tillhörighet
Distriktet inrättades 2016 och utgörs av socknen Nykyrka i Mullsjö kommun
Området motsvarar den omfattning Nykyrka församling hade vid årsskiftet 1999/2000.